# Hypostominae
Hypostominae là một phân họ cá da trơn (bộ Siluriformes) của họ Loricariidae.
Nghiên cứu tiến hành với các đại diện của một số chi của Hypostominae cho thấy, trong nhóm này, số lưỡng bội 2n = dao động từ 2n = 52 tới 2n = 80. Tuy nhiên, sự đa dạng nhiễm sắc của họ Loricariidae hay phân họ Hypostominae hầu như chỉ giới hạn trong chi Hypostomus, và các loài từ chi khác có số lượng lưỡng bội được bảo tồn.

## Hình ảnh

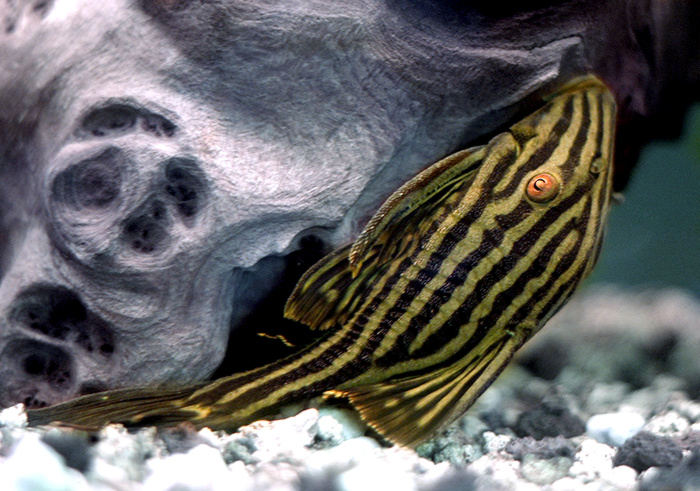
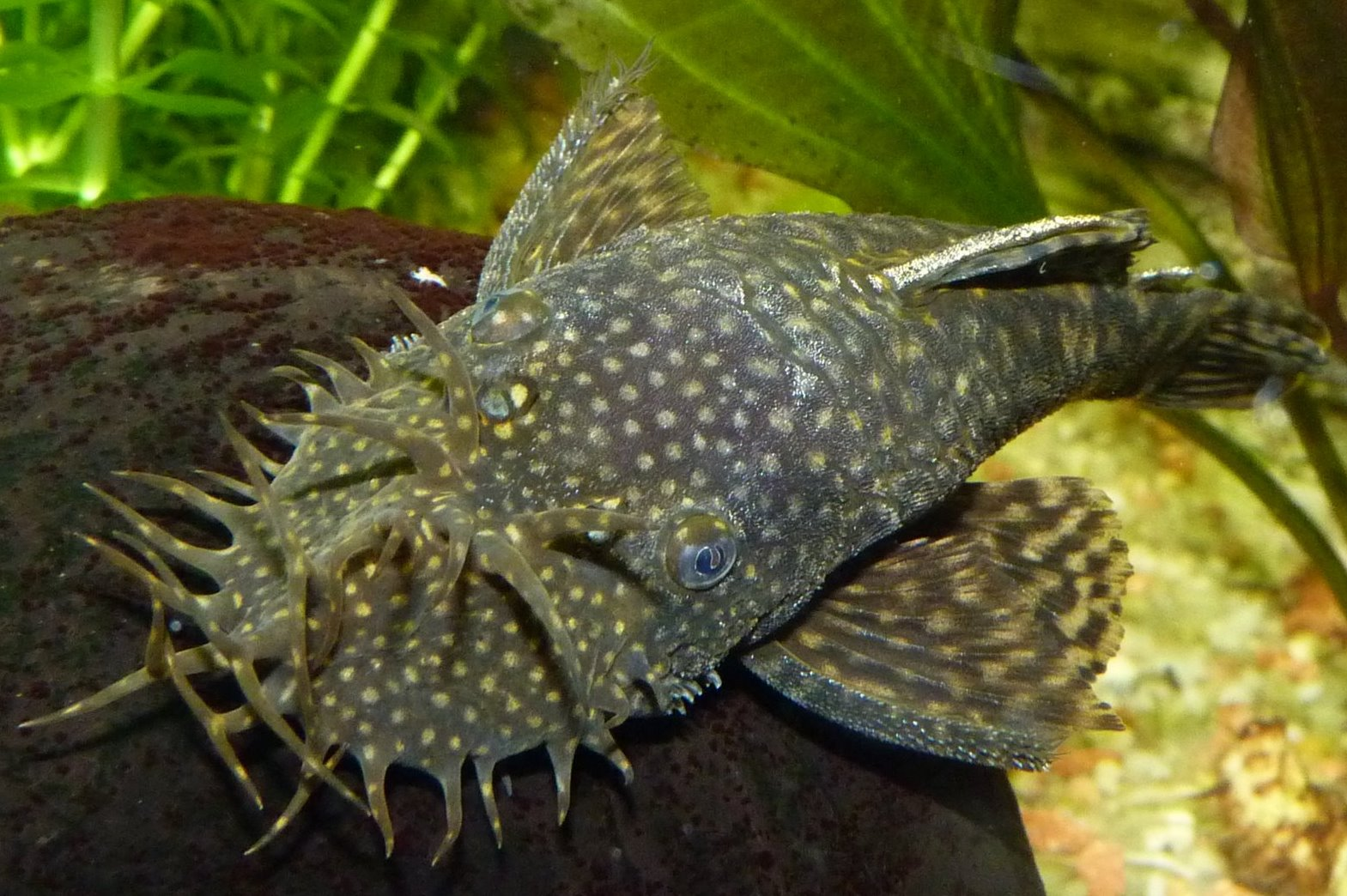
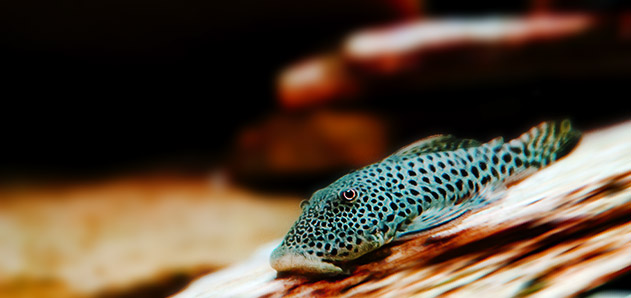
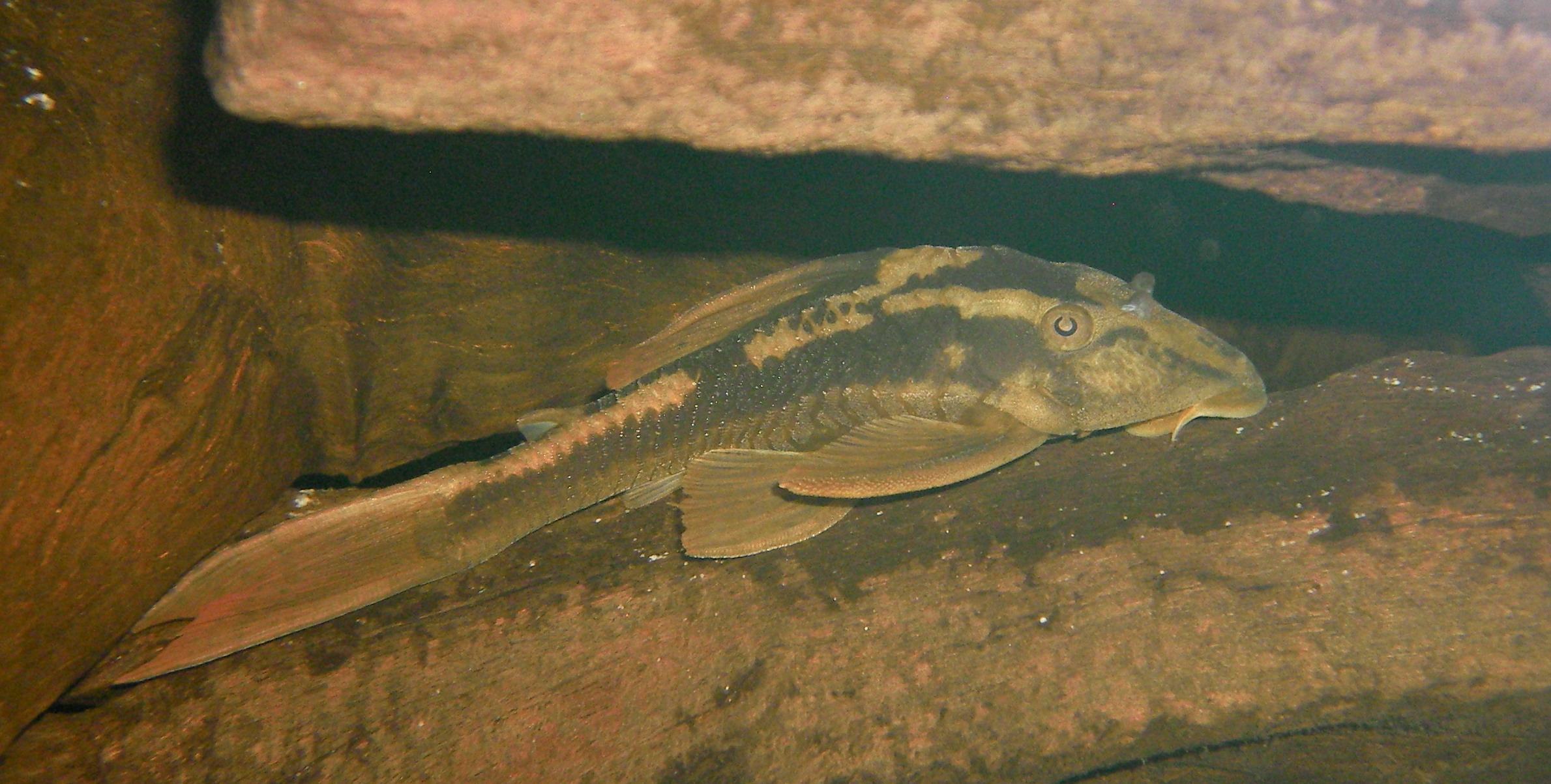

## Phân loại

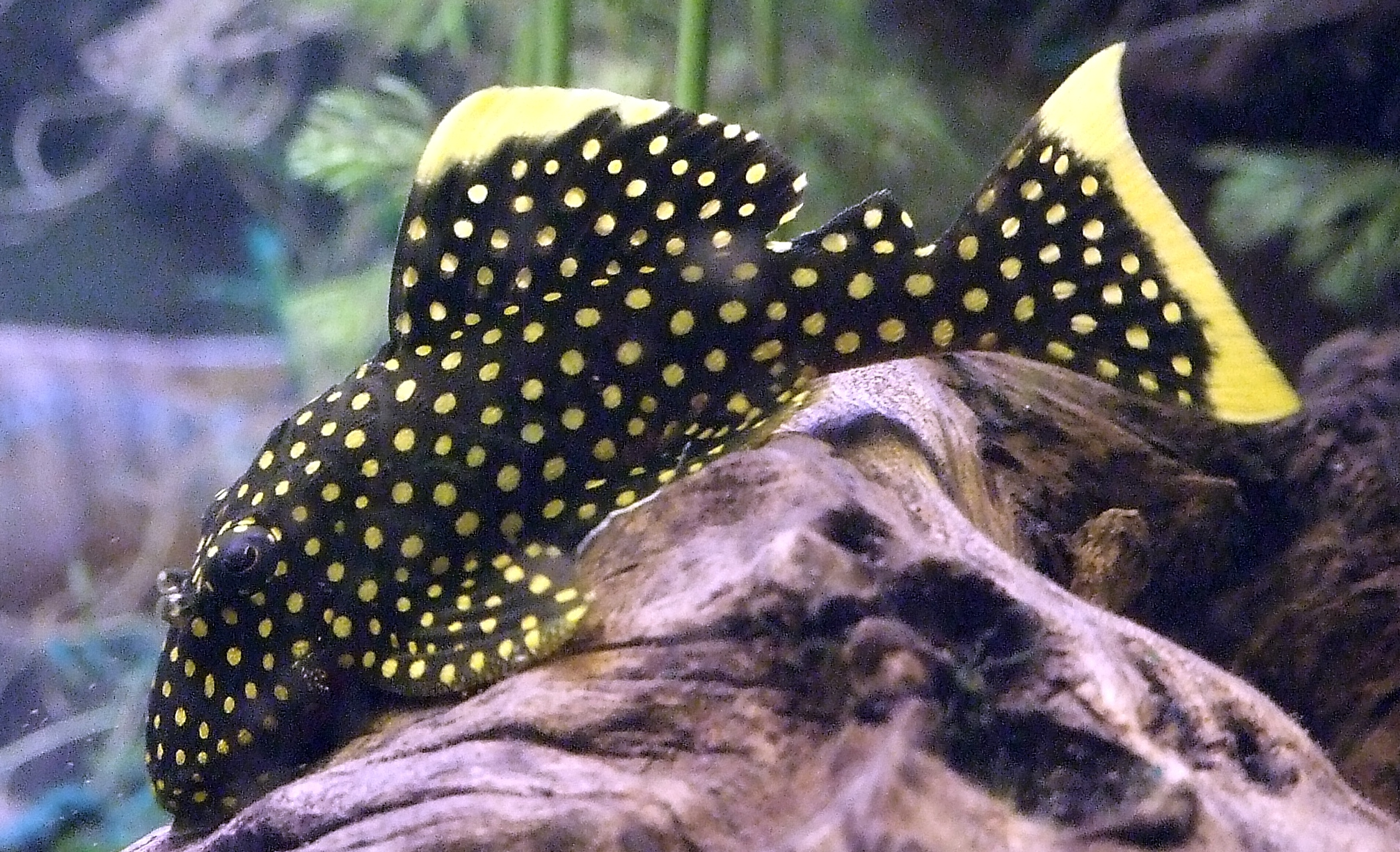
Baryancistrus xanthellus

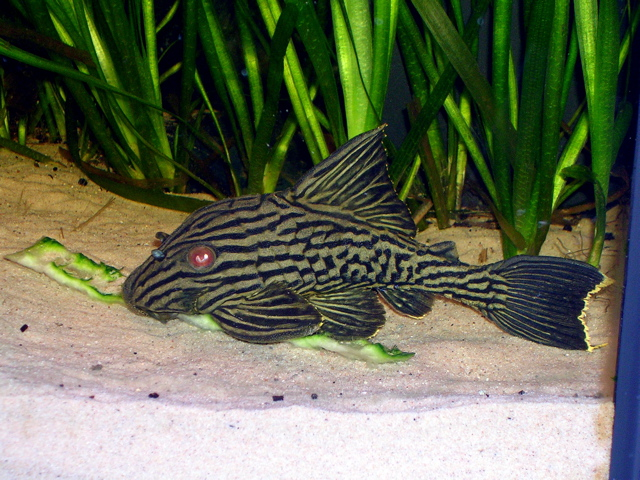
Panaque nigrolineatus

- Corymbophanini
  - Corymbophanes
- Hypostomini
  - Aphanotorulus
  - Hypostomus
  - Isorineloricaria
  - Squaliforma
- Pterygoplichthyini
  - Pterygoplichthys
- Rhinelepini
  - Pogonopoma
  - Pseudorinelepis
  - Rhinelepis
- Incertae sedis
  - Leptoancistrus
  - Peckoltia